# Весеуд (Сибињ)
Весеуд (рум. Veseud) насеље је у Румунији у округу Сибињ у општини Слимник. Oпштина се налази на надморској висини од 419 m.

## Становништво
Према подацима из 2002. године у насељу је живело 293 становника, од којих су сви румунске националности.